# エンプレス・オブ・オーストラリア (フェリー)
エンプレス・オブ・オーストラリア (Empress of Australia) は、オーストラリアン・ナショナル・ラインのフェリー。1985年までバス海峡でビクトリア州メルボルン・タスマニア州デボンポート間で運行されていた。乗客収容数は440名、車の搭載数は90台であった。 
1985年にアベル・タスマンに置き換えられ、エンプレス・オブ・オーストラリアはキプロス人に売却されてクルーズ船となりロイヤル・パシフィック (Royal Pacific) と改名された。1992年8月23日、マラッカ海峡で台湾漁船Terfu 51に衝突され沈没。死者2名を出した。